# ジョーダン・マクギー
ジョーダン・マクギー（Jordan McGhee, 1996年6月24日 - ）は、スコットランドのイースト・キルブライド出身のサッカー選手。ダンディーFC所属。ポジションはディフェンダー。

## 略歴

### ハート・オブ・ミドロシアンFC
マクギーは、スコットランドのハート・オブ・ミドロシアンFCでプロのサッカー選手としてデビューした。彼のデビュー戦は、2012-13シーズンのセント・ミレンとの試合に88分から出場し、16歳でトップデビューした。このシーズンはこの1試合のみの出場だったが翌シーズンは出場機会が増えた。

## 所属クラブ
- 2013-  ハート・オブ・ミドロシアンFC
- 2016- →  ミドルズブラFC (loan)

## 個人成績

### クラブでの成績
| クラブ成績     | クラブ成績                   | クラブ成績                     | リーグ | リーグ | カップ           | カップ           | リーグ杯 | リーグ杯 | 国際大会   | 国際大会   | 通算 | 通算 |
| シーズン       | クラブ                       | リーグ                         | 出場   | 得点   | 出場             | 得点             | 出場     | 得点     | 出場       | 得点       | 出場 | 得点 |
| スコットランド | スコットランド               | スコットランド                 | リーグ | リーグ | スコットランド杯 | スコットランド杯 | リーグ杯 | リーグ杯 | ヨーロッパ | ヨーロッパ | 通算 | 通算 |
| -------------- | ---------------------------- | ------------------------------ | ------ | ------ | ---------------- | ---------------- | -------- | -------- | ---------- | ---------- | ---- | ---- |
| 2012-13        | ハート・オブ・ミドロシアンFC | スコティッシュ・プレミアリーグ | 1      | 0      | 0                | 0                | 0        | 0        | 0          | 0          | 1    | 0    |
| 2013-14        | ハート・オブ・ミドロシアンFC | スコティッシュ・プレミアリーグ | 18     | 1      | 2                | 0                | 1        | 0        | 0          | 0          | 21   | 1    |
| 2014-15        | ハート・オブ・ミドロシアンFC | スコティッシュ・プレミアリーグ | 18     | 2      | 0                | 0                | 1        | 0        | 0          | 0          | 19   | 2    |
| 2015-16        | ハート・オブ・ミドロシアンFC | スコティッシュ・プレミアリーグ | 22     | 0      | 3                | 0                | 3        | 1        | 0          | 0          | 28   | 1    |
| 総通算         | 総通算                       | 総通算                         | 59     | 3      | 5                | 0                | 5        | 1        | 0          | 0          | 69   | 4    |